# Irlande aux Jeux olympiques d'été de 1932
L’ Irlande est présente aux Jeux olympiques d'été de 1932, à Los Angeles. Il s’agit de sa troisième participation aux Jeux olympiques d'été, après 1924 et 1928. Ce pays est représenté par une modeste délégation de 16 athlètes présents uniquement dans deux sports, en Athlétisme et en Boxe.  En dépit de ce nombre relativement réduit, les Irlandais n’en remportent pas moins deux médailles d’or par l’intermédiaire de leurs athlètes vedettes : Pat O'Callaghan qui s’était déjà paré d’or en 1928 et Bob Tisdall.

## Les médaillés
| Médaille                       | Nom             | Sport      | Compétition       |
| ------------------------------ | --------------- | ---------- | ----------------- |
| Médaille d'or, Jeux olympiques | Pat O'Callaghan | Athlétisme | Lancer du marteau |
| Médaille d'or, Jeux olympiques | Bob Tisdall     | Athlétisme | 400 m haies       |

## Sources
- (fr) Irlande sur le site du Comité international olympique
- (en) Bilan complet de l’Irlande sur le site olympedia.org